# Aberdeen (Ohio)
Aberdeen – wieś w USA, w stanie Ohio, w hrabstwie Brown.
Liczba mieszkańców w 2010 roku wynosiła 1638.